# The Hot Rock
The Hot Rock är det fjärde studioalbumet av den amerikanska rockgruppen Sleater-Kinney, utgivet den 23 februari 1999 på skivbolaget Kill Rock Stars. Albumet producerades av Roger Moutenot och spelades in vid Avast studio i Seattle, Washington i juli 1998. The Hot Rock visar upp en väsentlig förändring i bandets sound, som gick i en mer avslappnad och dunkel riktning än den skrovliga punkrockstilen hos dess föregångare. Texterna på albumet tar upp problemen med misslyckade förhållanden och personlig osäkerhet.

## Låtlista
Alla låtar är komponerade av Sleater-Kinney.
| Nr           | Titel                            | Längd |
| ------------ | -------------------------------- | ----- |
| 1.           | Start Together                   | 2:38  |
| 2.           | Hot Rock                         | 3:17  |
| 3.           | The End of You                   | 3:20  |
| 4.           | Burn, Don't Freeze               | 3:19  |
| 5.           | God Is a Number                  | 3:44  |
| 6.           | Banned from the End of the World | 2:09  |
| 7.           | Don't Talk Like                  | 3:04  |
| 8.           | Get Up                           | 3:46  |
| 9.           | One Song for You                 | 2:49  |
| 10.          | The Size of Our Love             | 3:12  |
| 11.          | Living in Exile                  | 2:31  |
| 12.          | Memorize Your Lines              | 3:10  |
| 13.          | A Quarter to Three               | 4:03  |
| Total längd: | Total längd:                     | 41:40 |

## Medverkande
Medverkande är hämtade ur albumhäftet till The Hot Rock.
Sleater-Kinney
- Carrie Brownstein – gitarr, sång
- Corin Tucker – sång, gitarr
- Janet Weiss – trummor, slagverk

Ytterligare musiker
- Seth Warren – fiol på "The Size of Our Love" och "Memorize Your Lines"
- Roger Moutenot – slidegitarr på "A Quarter to Three"

Tekniker
- Roger Moutenot – producent
- Kip Beelma – ljudtekniker
- Greg Calbi – mastering